# Dyseuaresta signifera
Dyseuaresta signifera är en tvåvingeart som beskrevs av Erich Martin Hering 1937. Dyseuaresta signifera ingår i släktet Dyseuaresta och familjen borrflugor.
Artens utbredningsområde är Costa Rica. Inga underarter finns listade i Catalogue of Life.